# Conus guarapari
Espèce
Conus guarapari est une espèce de mollusques gastéropodes marins de la famille des Conidae.
Comme toutes les espèces du genre Conus, ces escargots sont prédateurs et venimeux. Ils sont capables de « piquer » les humains et doivent donc être manipulés avec précaution, voire pas du tout.

## Taxonomie

### Publication originale
L'espèce Conus guarapari a été décrite pour la première fois en 2022 par les malacologistes Olivier Crabos, Geraldo Semer Pomponet Oliveira,
Gregorio Pereira de Queiroz et Laudelino Passos de Almeida dans « The Festivus »,.

### Synonymes
- Poremskiconus guarapari Crabos, Pomponet, Queiroz & L. Passos, 2022 · non accepté